# Andrea Wenzler
Andrea Wenzler (* 1960 oder 1961 in Rottweil) ist eine deutsche Filmeditorin.

## Leben
Wenzler studierte zunächst Romanistik und Theaterwissenschaft. Ihr Interesse am Film wurde durch ihren damaligen Freund geweckt, der an der dffb in Berlin studierte, wobei sie Kontakt zu anderen Filmeditoren herstellte und zunächst als Assistentin beschäftigt war.
Wenzler lebt in Berlin.

## Filmografie (Auswahl)
- 1985: Retouche
- 1989: Noël Baba
- 1990: Amaurose
- 1990: Malina
- 1994: Amigomio
- 2005: Löwenzahn – Die Reise ins Abenteuer
- 2012: Der deutsche Freund
- 2015: Rettet Raffi!